# Rudolf Sabetzer
Rudolf „Cäsar“ Sabetzer (* 28. Juli 1934; † 25. Juli 1983 in Grünau im Almtal, Österreich) war ein österreichischer Fußball-Nationalspieler. Er spielte insbesondere für den FK Austria Wien und den Linzer ASK.

## Karriere
Rudolf Sabetzer spielte zu Beginn seiner Karriere vor allem in der Läuferreihe, wurde aber später auch offensiver als Verbinder eingesetzt. Insgesamt gelangen ihm 109 Tore in der höchsten österreichischen Liga. Sein Debüt feierte er 1953/54 für die Wiener Austria, nachdem er zuvor beim 1. Schwechater SC seine Karriere begonnen hatte. Rudolf Sabetzer war bis 1959 sechs Saisonen lang Stammspieler bei den Veilchen, die aber in dieser Zeit durch viele Turbulenzen im Umfeld nicht mehr über das Mittelfeld der Liga hinauskamen.
Im April 1956 kam er unter Karl Geyer sogar zu einem Länderspieleinsatz gegen Brasilien. Rudolf Sabetzer brachte Österreich in Führung, wurde aber danach bereits früh ausgewechselt, bald jedoch wieder eingewechselt. Ihm gelang ein weiterer Treffer zum zwischenzeitlichen 2:2, letztlich gelang aber Didi drei Minuten vor Schluss das Siegtor für die Brasilianer.
1959 wechselte Rudolf Sabetzer zum Linzer ASK und stieg dort zum Kapitän auf. 1962 konnte er mit der Mannschaft – hinter der Austria – Vizemeister werden, 1963 erreichte man das ÖFB-Cupfinale, welches ebenfalls an die Austria ging. Letztlich klappte es für den Verbinder aber doch noch mit einem großen Titelgewinn: 1965 erreichte Rudolf Sabetzer sogar das Double mit dem LASK. In seiner Linzer Zeit kam er auch noch zu zwei Einsätzen in der Nationalmannschaft: 1962 gegen Bulgarien und 1965 gegen die Sowjetunion.
Nach sieben Jahren in Linz ging Rudolf Sabetzer 1966 zurück nach Wien und schloss sich dem SC Wacker Wien an. Nach dem Abstieg in die Regionalliga Ost zog er weiter nach Kärnten, wo er mit der WSG Radenthein aber 1968 ebenfalls den Klassenerhalt verpasste. Nach der Beendigung seiner Profikarriere arbeitete der ehemalige Verbinder als Finanzbeamter in Wien und betreute als Trainer unter anderem den FAC und den ESV Ostbahn XI mit dem jungen Herbert Prohaska. Er war auch Betreuer des österreichischen U23-Nationalteams, doch trat er schon im April 1976 zurück. Er wurde am Wiener Zentralfriedhof bestattet.

## Erfolge
- 1 × Österreichischer Meister: 1965
- 2 × Österreichischer Vizemeister: 1954, 1962
- 1 × Österreichischer Cupsieger: 1965
- 1 × Österreichischer Cupfinalist: 1963
- 3 Spiele und 2 Tore für die österreichische Fußballnationalmannschaft 1956, 1962 und 1965